# Young Black Brotha (EP)
Young Black Brotha är en EP av rapparen Mac Dre, släppt 1989.

## Spårlista
Sida "G"
1. "Young Black Brother"
2. "Livin' A Mac's Life"
3. "Too Hard For The Fuckin Radio (Radio)"

Sida "Q"
1. "Too Hard For The Fuckin Radio"
2. "Mac Dre's the Name"
3. "Young Black Brother (Instrumental)"